# Kościół Trójcy Świętej w Widzach
Kościół Trójcy Świętej w Widzach – kościół parafialny w Widzach.

## Historia
Ponieważ stara drewniana świątynia była zbyt mała na potrzeby parafii, w latach 1909-1914 zbudowano nowy kościół pod wezwaniem św. Trójcy. Został wzniesiony z czerwonej cegły w stylu neogotyckim, według projektu Wacława Michniewicza. Podczas I wojny światowej kościół został zniszczony przez rosyjską artylerię. Od jesieni 1915 roku do lutego 1918 roku znajdował się na linii frontu wschodniego. Jego wieże służyły jako punkt obserwacyjny, umieszczano tam karabiny maszynowe i snajperów. Został odbudowany w latach dwudziestych XX wieku, według projektu Leona Witan-Dubiejkowskiego.
Podczas ofensywy Armii Czerwonej w 1944 roku kościół został mocno uszkodzony. W 1945 roku proboszcz wspólnie z wiernymi rozpoczął odbudowę. Nie dokończył jej, ponieważ w grudniu 1949 roku został aresztowany przez NKWD i zesłany do łagru. Rok później  władze sowieckie odebrały kościół, który był odtąd używany jako magazyn lnu. W 1953 roku parafianie bezskutecznie domagali się zwrotu budynku, w 1959 udali się w tej sprawie do Mińska i Moskwy. Kościół przerobiono na halę sportową brasławskiej szkoły mechaniki.

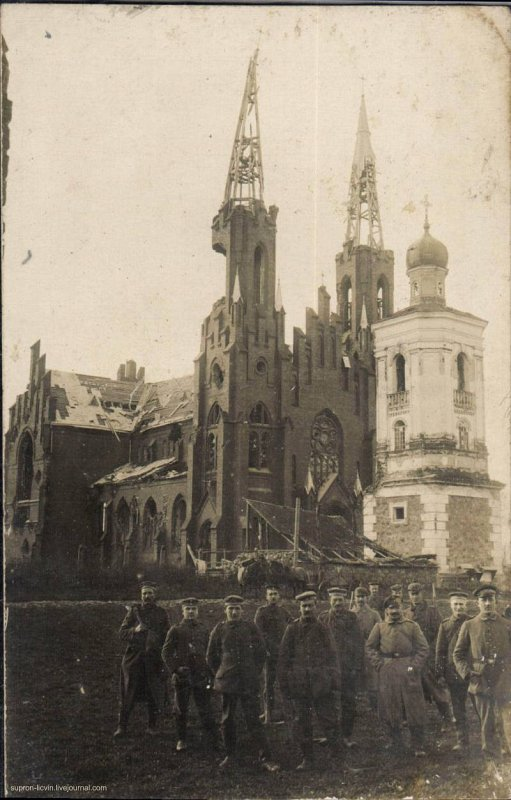
Zniszczony kościół podczas I wojny światowej, widoczna niezachowana dzwonnica

W 1989 roku wierni odzyskali świątynię. Została odbudowana przez ks. Kazimierza Gwozdowicza i rekonsekrowana w 1994 roku przez ks. abp. Kazimierza Świątka. 

## Architektura
Jest to budowla trójnawowa, z transeptem, wielobocznie zamkniętym prezbiterium oraz dwiema zakrystiami. Dominujący akcent stanowią dwie wysokie wieże flankujące fasadę, nakryte spiczastymi dachami. Należą one do najwyższych wież kościelnych na Białorusi (59 m wysokości, a razem z krzyżami 61 m), zdecydowanie górują nad niską zabudową miasteczka. 
Pomiędzy nimi wznosi się zębaty fronton; podobne frontony zdobią szczyty transeptu. W wejściu – ostrołukowy portal, nad którym znajduje się duże okno ozdobione misterną rozetą. 
Ściany boczne, prezbiterium oraz narożniki wież i transeptu wzmacniają masywne, schodkowe szkarpy. Krawędź dachu zdobią liczne pinakle. W ścianach kościoła widać wmurowane w kilku miejscach pociski artyleryjskie z okresu I wojny światowej.